# Clase Macaé
La Clase Macaé es una clase de patrulleras de la Armada de Brasil. Las embarcaciones tienen la misión de inspeccionar las aguas jurisdiccionales brasileñas, desarrollar actividades de patrulla naval, inspección naval, salvaguarda de vida humana en el mar, inspección de contaminación marítima y protección de campos de petróleo en el mar, además de contribuir a la seguridad del tráfico marítimo nacional.

## Navíos de la clase
- NPa Macaé (P-70)
- NPa Macau (P-71)
- NPa Maracanã (P-72)

### En construcción
- NPa Miramar (P-74)[3]
- NPa Mangaratiba (P-75)

## Características
- Dimensiones (metros): 55,6 de largo, 8 de boca y 2,5 de calado
- Deslocamento: 500 t
- Velocidade máxima: 21 nudos
- Tripulação: 35